# Урожайненська сільська адміністрація
Урожа́йненська сільська адміністрація (каз. Урожайное ауылдық әкімдігі, рос. Урожайненская сельская администрация) — адміністративна одиниця у складі Сарикольського району Костанайської області Казахстану. Адміністративний центр та єдиний населений пункт — село Урожайне.
Населення — 375 осіб (2021; 778 у 2009, 1177 у 1999, 1750 у 1989).
Станом на 1989 рік існувала Анновська сільська рада (села Акчаколь, Анновка, Сулиагаш, селище Урожайний), станом на 1999 рік — Чеховський сільський округ. Села Акчаколь та Анновка були ліквідовані 2017 року. 2019 року Чеховський сільський округ перетворено в сільську адміністрацію.

## Склад
До складу адміністрації входять такі населені пункти:
| Населений пункт | Старі назви | Населення, осіб (1989) | Населення, осіб (1999) | Населення, осіб (2009) | Населення, осіб (2021) |
| --------------- | ----------- | ---------------------- | ---------------------- | ---------------------- | ---------------------- |
| Акчаколь, село  | -           | 235                    | 64                     | 26                     | -                      |
| Анновка, село   | -           | 283                    | 252                    | 55                     | -                      |
| Сулиагаш, село  | -           | 209                    | -                      | -                      | -                      |
| Урожайне, село  | Урожайний   | 1023                   | 861                    | 697                    | 375                    |